# Macabre
Macabre este o formație americană de metal extrem din Chicago. Înființată în 1985, stilul grupului reprezintă o combinație de thrash metal, death metal și grindcore (uneori cu cântece populare și copilărești⁠(d)). Versurile Macabre sunt despre criminali în serie⁠(d), crime în masă și umor negru. Grupul a semnat un contract cu casa de discuri Nuclear Blast în 2020. Este una dintre puținele formații ale cărei componență nu s-a schimbat de la înființare.

## Influențe
Melodiile Macabre au fost puternic influențată de trupe hardcore, grindcore și death metal din Statele Unite și Marea Britanie - de la Venom, The Accüsed⁠(d), Suicidal Tendencies⁠(d) și Cryptic Slaughter⁠(d) până la Possessed și Napalm Death. Umor negru al formației a fost respingător pentru majoritatea fanilor metal, însă a contribuit la stabilirea unui grup mic, dar puternic de admiratori⁠(d).
O parte din criminalii în serie menționați în melodiile lor sunt:
- David Berkowitz (Son of Sam)
- Ted Bundy
- Vlad Țepeș
- Ed Gein (Măcelarul din Plainfield)
- Charles Manson
- Jeffrey Dahmer (Canibalul din Milwaukee)
- John Wayne Gacy
- Jack Spintecătorul
- Edmund Kemper⁠(d)
- Peter Kürten⁠(d) (Vampirul din Düsseldorf)
- Herman Mudgett (H.H. Holmes)
- Richard Ramirez⁠(d)
- Gary Ridgway⁠(d)
- Ucigașul Zodiac

## Membrii formației
- Nefarious (Charles Lescewicz) - bas, voce (1984-prezent)
- Dennis the Menace (Dennis Ritchie) – tobe (1984-prezent)
- Corporate Death (Lance Lencioni) – chitară, voce (1984-prezent)[5]

## Discografie

### Albume
- Gloom (1989)
- Sinister Slaughter (1993)
- Dahmer (2000)
- Murder Metal (2003)
- Grim Scary Tales (2011)
- Carnival of Killers (2020)

### Albume demo/LP/EP/Compilații
- Shitlist (1987)
- Grim Reality (1987)
- Shitlist" (1988, 7")
- Nightstalker" (1991, 7")
- Behind the Wall of Sleep (1994, EP)
- Unabomber (1999, EP)
- Capitalist Casualties / Macabre(2001, albume split cu Capitalist Casualties)
- Morbid Campfire Songs (2002, sub numele Macabre Minstrels)
- Drill Bit Lobotomy (2002, 7")
- Macabre Electric & Acoustic Two CD Set (2004, set cu 2 CD-uri, inclusiv albumele Murder Metal and Macabre Minstrels)
- True Tales of Slaughter and Slaying (2006, DVD)
- Grim Reality (2008)
- Human Monsters (2010, EP)
- Slaughter Thy Poser(2012, EP)